# Korandje jezik
Korandje jezik (ISO 639-3: kcy), jedan od osam songhai jezika, nilsko-saharska porodica, kojim govori nepoznat broj osoba u području oaza Tabelbala između Béchara i Tindoufa u jugozapadnom Alžiru.
U oazama su dva ksara (qsar, berbersko selo; pl. qsur), Ksar Sidi Zekri i Ksar Cheraïa (Ifrenio). Korandje je najsjeverniji songhajski jezik. Pripadnici etničke grupe zovu se Belbali. Etnička populacija: 3 100

## Vanjske poveznice
- Ethnologue (14th)
- Ethnologue (15th)